# Ivan Radojev
Ivan Radojev (Bulgaars: Иван Радоев) (Sofia, 9 september 1901 - aldaar, 4 augustus 1985) was een Bulgaars voetballer en voetbalcoach. Hij heeft gespeeld bij Levski Sofia.

## Loopbaan als international
Radojev maakte zijn debuut voor  Bulgarije op 21 mei 1924 tegen Ierland. Bulgarije verloor met 1-0.
Radojev maakte deel uit van de selectie voor het voetbaltoernooi op de Olympische Zomerspelen 1924. Hij werd met Bulgarije 12e plaats. In totaal speelde Radojev vier wedstrijden voor het Bulgaarse team.
Radojev overleed op 4 augustus 1985.